# La Idea Popular
La Idea Popular fue una publicación periódica editada en la ciudad española de Valencia entre 1898 y 1899.

## Descripción
Apareció el prospecto el 1 de julio de 1898 y le siguió el primer número el día 15 del mismo mes. Con el subtítulo de «publicación quincenal carlista», salía de la imprenta de Menosi, Vilar y Perigüell en cuatro páginas de 32 por 22 centímetros. Se convirtió a lo largo del año en una revista ilustrada, con doce páginas de dieciséis por veintidós centímetros, a dos columnas, y ocho de folletín en octavo. Comenzó a publicar unos artículos de José Domingo Corbató contra las tendencias de Segismundo Pey Ordeix, que en aquella época gozaba de gran prestigio dentro del partido, lo que le valió una amonestación del jefe regional a su propietario, que se decantó por matar el periódico en 1899.
Figuraba como director Miguel de los Santos Xerri Mayo, pero «el alma del periódico» fue, según Navarro Cabanes, Rafael González, que lo fundó y escribía en su mayor parte, además de componerlo en la imprenta y repartirlo. Llegó a tirar tres millares de ejemplares. Entre los colaboradores, figuraron las firmas de Joaquín Aranda, Pedro Vives y Garriga, Manuel Polo Peyrolón, Jaime Cargaber, Joaquín Llorens y Fernández de Córdoba, Juan Bautista Altés, Antonio Tébar, Bernardo Pellejero Pérez, un J. Pareja de Alarcón, Clemente Hernández, José Arrufat Mestres, Juan Luis Martín Mengod, un M. Anacni Díaz y el propio Navarro Cabanes.